# Kelly Asbury
Kelly Adam Asbury (Beaumont, Texas, 15 de enero de 1960 - Los Ángeles, California, 26 de junio de 2020) fue un cineasta, animador, guionista y escritor estadounidense, reconocido por dirigir las películas animadas Shrek 2, Gnomeo & Juliet y Spirit.
Asbury falleció en Encino, Los Ángeles el 26 de junio de 2020 a los 60 años a causa de un cáncer abdominal.

## Filmografía

### Cine
| Año  | Título                              | Notas                 |
| ---- | ----------------------------------- | --------------------- |
| 2019 | The Addams Family                   | Historia adicional    |
| 2019 | UglyDolls: Extraordinariamente feos | Director              |
| 2017 | Smurfs: The Lost Village            | Director              |
| 2013 | Frozen                              | Historia adicional    |
| 2012 | Wreck-It Ralph                      | Historia              |
| 2011 | Gnomeo & Juliet                     | Director              |
| 2008 | Madagascar: Escape 2 Africa         | Historia adicional    |
| 2008 | Kung Fu Panda                       | Historia adicional    |
| 2007 | Shrek tercero                       | Voces                 |
| 2004 | Shrek 2                             | Director, voces       |
| 2002 | Spirit: Stallion of the Cimarron    | Director              |
| 2001 | Shrek                               | Historia              |
| 2000 | Chicken Run                         | Historia adicional    |
| 1998 | The Prince of Egypt                 | Historia              |
| 1996 | James and the Giant Peach           | Historia              |
| 1995 | Toy Story                           | Historia              |
| 1993 | The Nightmare Before Christmas      | Asistente de director |
| 1991 | Beauty and the Beast                | Historia              |
| 1990 | Roller Coaster Rabbit               | Director artístico    |
| 1990 | The Rescuers Down Under             | Diseñador             |
| 1989 | La sirenita                         | Director artístico    |
| 1987 | Sport Goofy in Soccermania          | Director artístico    |
| 1985 | The Black Cauldron                  | Director artístico    |